# Hercostomus pokornyi
Hercostomus pokornyi är en tvåvingeart som beskrevs av Josef Mik 1889. Hercostomus pokornyi ingår i släktet Hercostomus och familjen styltflugor. Inga underarter finns listade i Catalogue of Life.